# 矢切の渡し (曲)

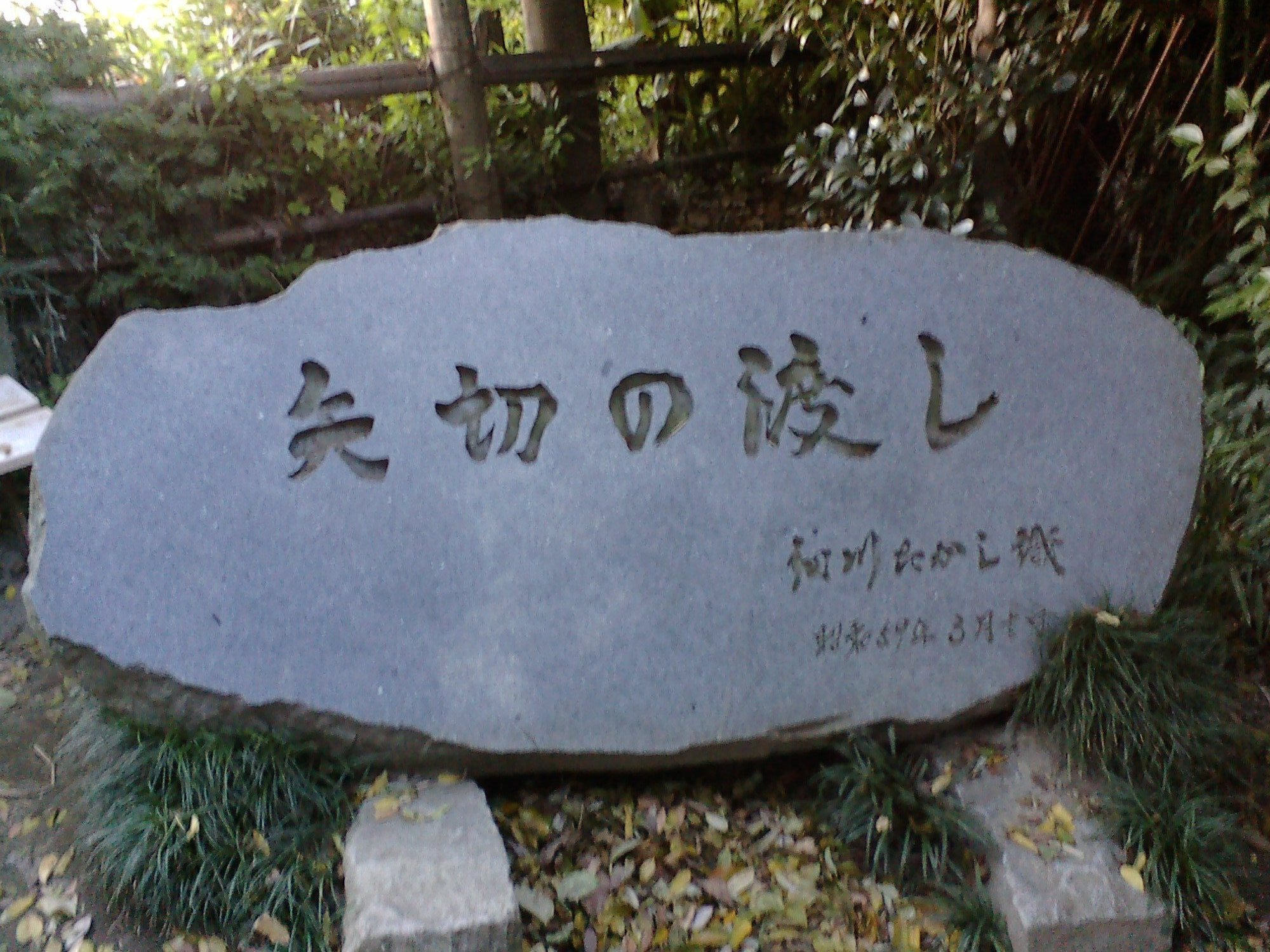
現地松戸側の「矢切の渡し」碑。「細川たかし識（しるす）、昭和59年（1984年）3月吉日」とある

「矢切の渡し」（やぎりのわたし）は、石本美由起の作詞、船村徹の作曲による演歌。1976年にちあきなおみのシングル「酒場川」のB面曲として発表され、1982年にはちあきなおみのA面シングルとして発売された。翌1983年に多くの歌手によって競作され、中でも細川たかしのシングルが最高のセールスとなった。

## 解説
東京都と千葉県の県境を流れる江戸川で、葛飾区柴又と松戸を結ぶ渡し船がある矢切を舞台にしている。
元々はちあきなおみのシングルEP「酒場川」のB面曲として発表された。中村一好をはじめとする制作陣は本作をシングルのA面として発売することを希望したが、ちあきの希望で「酒場川」がA面になり、本作はB面収録となった。この時にはタイトルが「矢切りの渡し」と表記されていた。人の耳にとまりにくい売り出しで、空前のヒット曲「およげ!たいやきくん」の前に影が薄かった。　
6年後の1982年、ちあき版「矢切の渡し」は梅沢富美男の舞踊演目に用いられたことで好評を博し、同年10月21日に本作をA面としたシングルが改めて発売された。
バーニングプロダクション社長・周防郁雄が同プロ所属の「細川たかしに歌わせてみたい」と考え、翌1983年に細川のシングル（後述）が発売された。このほか瀬川瑛子・中条きよし・春日八郎&藤野とし恵・島倉千代子&船村徹・佐山友香らによる競作で発売された。レコード売上1位は細川版、有線のチャート1位はちあき版であった。瀬川版はオリコン44位にランクインし、20万枚を売り上げた。美空ひばりや藤圭子はアルバムでカバーし、1997年1月の時点で28人がLPレコード化した。
1983年度の日本音楽著作権協会（JASRAC）発表による楽曲別の著作権使用料分配額では、「氷雨」に続いて年間2位にランクインした。
作曲者の船村徹は「ちあきの歌は（楽曲のイメージ通りの）手漕ぎの櫓で、細川の歌はモーター付の船だ」という評価を下している。また、ちあきの歌は「鑑賞用」で細部まで聴かせるのに対して、細川の歌は一本調子であるため、カラオケなどで誰でも歌えると世間に思わせてしまっている、とコメントした。

### 制作過程
作詞の石本美由起の出身地・広島県大竹市には「木野川渡し」、作曲者の船村徹の出身地・栃木県塩谷郡塩谷町周辺には「鬼怒川の渡し」があった。石本には「渡しをテーマに創作してみよう」という気持ちが常にあり、1970年代半ばに「矢切の渡し」がなくなりそうだという話を聞くと、「渡しがなくなるなら、作品に残そう」と船村と意気投合し、本曲の制作に至った。

## ちあきなおみのシングル
ちあきなおみのシングル「矢切の渡し」は、1982年10月21日に発売された。発売元は日本コロムビアである。
上記の通り梅沢が本作を使って話題になったことにより、コロムビアは急遽、ちあき本人が一度もテレビなどで歌ったことがなく、B面曲として埋もれていた本曲をシングルA面として再発売することを決めた。
1982年に放送され、ちあきも出演した毎日放送製作・TBS系列のテレビドラマ『ちょっと噂の女たち・黒田軟骨の女難』では劇中歌としてちあきが本曲を歌唱した。
ちあき盤は翌年に細川盤が日本コロムビアから発売された際に生産中止となっている（当時ビクターに移籍した）。B面の「別れの一本杉」は春日八郎のカバーである。

### 収録曲
（全作曲・編曲：船村徹）
1. 矢切の渡し [3:52]
作詞：石本美由起
2. 別れの一本杉 [3:32]
作詞：高野公男

## 細川たかしのシングル
細川たかしのシングル「矢切の渡し」は、1983年2月21日に19枚目のシングルとして発売された。発売元はちあき盤と同じく日本コロムビアである。

### 解説
- オリコンの週間ヒットチャートでは3週にわたって第1位を獲得、1983年年間ヒットチャートにおいては第2位にランクインした。細川は同年に『第25回日本レコード大賞』を受賞、『第34回NHK紅白歌合戦』では大トリで本曲を披露している。前年には「北酒場」（1982年3月21日）で第24回日本レコード大賞を受賞していたため、レコ大史上初の2年連続受賞歌手となった。
- TBS系『ザ・ベストテン』では3月31日放送分で初登場し、連続13週ランクインした。前年に続き、2年連続で年間ランキング1位を獲得した。フジテレビ系『FNS歌謡祭』の第12回放送でグランプリを受賞した。
- 1983年8月26日には、細川が100万枚目のレコードを柴又帝釈天に奉納し、矢切の渡し場に歌碑が建てられた[10]。

### 収録曲
1. 矢切の渡し [3:49]
作詞：石本美由起／作曲：船村徹／編曲：薗広昭
2. おんな岬 [4:11]
作詞：千家和也／作曲：浜圭介／編曲：竜崎孝路